# Синагога «Хевра Ломдей Мишнаёс» в Освенциме

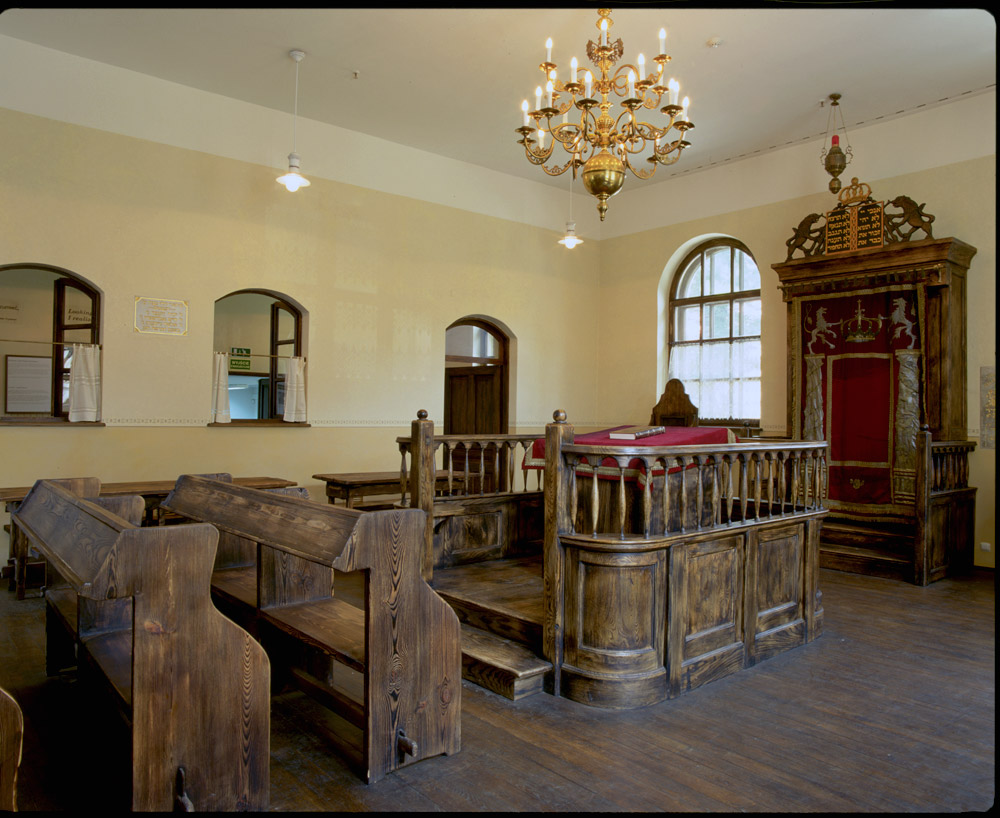
Интерьер синагоги. Видны лавки, мехица с окнами, бима и синагогальный ковчег. На мехице и справа от ковчега видны памятные каменные доски.

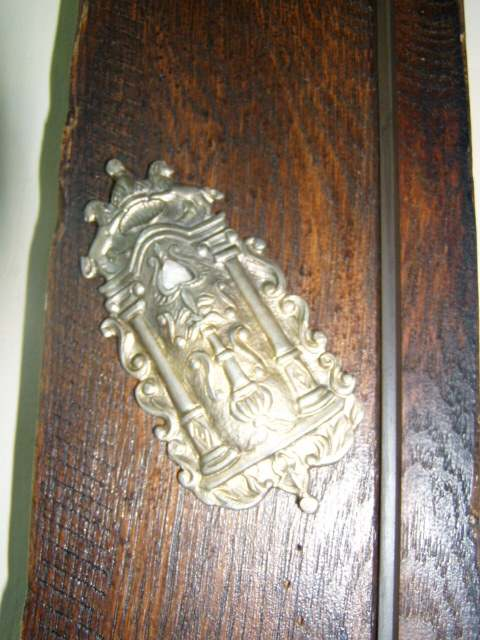
Мезуза.

Синагога «Хевра Ломдей Мишнаёс» в Освенциме (пол. Synagoga Chewra Lomdei Misznajot w Oświęcimiu) (с идиш братство, изучающих мишну) — синагога в польском городе Освенциме (нем. Auschwitz (Аушвиц)), на площади ксендза Яна Скарбки, 5 (пол. Jana Skarbka), (ранее площадь Больничная и угол, прилегающей к ней, улицы Костёльной). Синагога, вместе с соседним зданием, образуют Освенцимский еврейский центр, включающий в себя музей, образовательный центр и, непосредственно, синагогу.

## История
Планы строительства синагоги появились, вероятно, сразу же после регистрации в 1893 года братства «Хевра Ломдей Мишнаёс». До этого, члены этой ассоциации молились в синагоге хасидов из Хшанова. В 1912 года братство приобрело у супружеской пары Иосифа и Гизели Глассов территорию, расположенную на больничной площади. Уже в 1913 году строительство синагоги и штаб-квартиры ассоциации шло полным ходом. Открытие синагоги было, приблизительно, в сентябре 1918 года. Построенная синагога действовала по принципу бейт мидраш, поэтому одним из помещений синагоги был специально оформленный зал для изучения Талмуда.
Синагога действовала до самой второй мировой войны, до вступления нацистских войск в Освенцим в 1939 году. Во время Второй мировой войны гитлеровцы разграбили интерьер синагоги и устроили в ней склад боеприпасов. После освобождения Освенцима советскими войсками, синагога, силами выживших в Холокосте и поселившихся в Освенциме евреев, была отреставрирована и, вновь, действовала, вплоть, до 1955 года, когда, и без того, маленькая еврейская община покинула город, а все оснащение было вывезено . В 1977 году здание синагоги было принято государством и в нём, в частности, находился склад ковров (1992-1997).
В марте 1998 года на основании закона 1997 года "о реституции еврейской собственности", синагога, как первостепенный объект еврейского религиозного культа, был возвращен Еврейской общине города Бельско-Бяла и затем, в июне, 1998 года, здание было передано Аушвицкому еврейскому фонду в Нью-Йорке (англ. Auschwitz Jewish Center Foundation of New York). Благодаря фонду, с 8 ноября 1999 года в здании был проведен капитальный ремонт, стоивший один миллион долларов, который закончился 26 июля 2000 года. Благодаря ему синагога вновь обрела свой прежний внешний вид, каким он был перед началом войны.
12 сентября 2000 года состоялось торжественное открытие синагоги для религиозных и образовательных целей, с прочтением свитков торы, и прикреплением мезузы. В бывшем зале для женщин открыта музейная экспозиция, посвященная евреям Освенцима. В соседнем, от синагоги, здании, так же приобретённом фондом, находится Еврейский Музей "Аушвицкий образовательный центр" (пол. Zydowskie Centrum Edukacyjne), с сентября 2006 года ставший филиалом Музея Еврейского Наследия в Нью-Йорке. В музее изображена жизнь евреев Освенцима до второй мировой войны.

## Архитектура
Здание синагоги кирпичное, прямоугольное. Внутри находятся большой молитвенный зал с богатой резной деревянной мебелью, синагогальный ковчегом и бимой. На западной стене находится небольшая полка с еврейскими книги для богослужения. Все помещение освещает большая люстра.
С северной стороны находится меньшее помещение, в котором ранее находился бабинец (помещение для женщин), соединённый с молельным залом маленькими окнами. На западной и южной стенах сохранился маленький кусочек оригинального карниза. На чердаке раньше находилось помещение для изучения талмуда. До реконструкции вход в молельный зал был через отдельные двери в южной стене.
Синагога имеет неравномерно распределённые, сверху полукруглые, окна, находящиеся на восточной и западной стенах. На южной стене два больших окна, так же полукруглые сверху. Здание покрыто двускатной крышей.
В разделе для мужчин сохранились две старинные каменные вывески. Первая 1907 года, расположенная справа от синагогального ковчега, вторая, 1928 года, размещена на мехице (стена, разделяющая мужскую и женскую части синагоги с окнами), отмечает бывших чиновников синагоги.
Синагога была внесена в польский национальный реестр исторических памятников недвижимости под номером А-725/97 4 августа 1997 года.

## Дополнительно
- Хоть синагога и действующая, у неё нет своего раввина и нет постоянного прихода.
- Синагога находится недалеко от мемориального музейного комплекса концлагеря Освенцим (Аушвиц). В ней приезжающие туристы, кроме посещения музея, могут помолиться.
- При синагоге действует Международный Молодёжный Центр Встреч в Освенциме/Аушвице[англ.], в котором живут волонтёры (в основном польские, австрийские и немецкие студенты), присматривающие за музеем, организующие выставки и семинары, а также экскурсии для приезжих в близлежащие музеи концлагерей Аушвиц I, Аушвиц-Биркенау, Аушвиц III на различных языках. При центре, расположенном на берегу реки Сола, есть палаточный городок с кампусом для приезжих, спортплощадки и пр.